# حوت المنك المألوف
حوت المنك المألوف (الاسم العلمي: Balaenoptera acutorostrata) هو نوع من الحيتانيات، يتبع جنس الهراكلة.